# Termociclatore

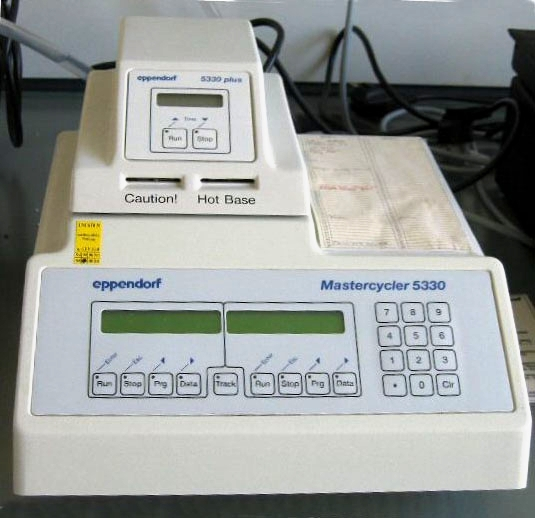
Un termociclatore Mastercycler 5330, prodotto per Eppendorf

Il termociclatore (thermocycler) è uno strumento di laboratorio in grado di condurre automaticamente le determinate variazioni cicliche di temperatura necessarie all'amplificazione enzimatica di sequenze di DNA in vitro attraverso la reazione a catena della polimerasi (PCR).

## Descrizione
Il termociclatore è fondamentalmente costituito da un blocco termico dotato di alloggi per i campioni, in genere contenuti in provette eppendorf, e da un sistema in grado di aumentare o ridurre la temperatura del blocco in base alle istruzioni fornite da un programma. Alcuni modelli sono in grado di effettuare gradienti termici all'interno del blocco termico, nel caso si vogliano utilizzare o sperimentare temperature di annealing differenti per una determinata coppia di primer. I moderni dispositivi sono dotati di un coperchio riscaldato che, premendo sui tappi delle provette, impedisce la formazione di condensa nella parte superiore dei tubi di reazione. I termociclatori sono dotati in genere di una tastiera e da un display a cristalli liquidi utilizzati per immettere i programmi nella memoria della macchina.

## Esempio di programma
Le fasi di una PCR sono molto variabili e dipendono dalle dimensioni del frammento da amplificare, dalle temperature di denaturazione del DNA utilizzato come stampo e dalle temperature di ibridazione degli inneschi. Un esempio di programma di amplificazione può essere il seguente:

1. Fase iniziale a 95 °C per 10 minuti (per l'attivazione delle polimerasi di tipo hot start);

1. 1. Ripetizione dalle 30 alle 50 volte dei seguenti tre cicli:

- Denaturazione del DNA: 95 °C per 30 secondi;
- Appaiamento dei primer (annealing o ibridazione): Tm -2 °C (ad esempio 55 °C) per 1 minuto;
- Estensione (prolungamento): 72 °C per 5 minuti;[2]

1. 1.     1. Fase finale di ibridazione: 5 minuti a 72 °C.

## Storia
La tecnica della reazione a catena della polimerasi, ideata da Kary Mullis nel 1981 per amplificare frammenti di DNA, richiede una ripetizione di numerosi cicli a diversa temperatura, che veniva inizialmente svolta manualmente per ogni campione.
Il primo termociclatore fu progettato per funzionare con un sistema basato sull'impiego del frammento di Klenow della DNA polimerasi I. Dato che l'enzima veniva denaturato insieme al DNA durante ogni ciclo di riscaldamento del processo di amplificazione, si rendeva necessaria l'aggiunta di nuovo enzima ad ogni ciclo: il termociclatore era stato pertanto inizialmente dotato di un pipettatore automatico in grado di addizionare nuovo enzima nei tubi di reazione, che erano aperti nella parte superiore. In seguito, l'utilizzo della polimerasi termostabile derivata da Thermus aquaticus (Taq polimerasi) ha semplificato notevolmente la struttura del termociclatore.
Nei primi apparati il blocco termico era riscaldato da una resistenza elettrica e posto in un bagno d'olio per garantire l'omogeneità della temperatura, gli apparati moderni si avvalgono invece di un elemento in grado di regolare la temperatura sfruttando l'effetto Peltier.